# Écorches
Écorches – miejscowość i gmina we Francji, w regionie Normandia, w departamencie Orne.
Według danych na rok 1990 gminę zamieszkiwało 148 osób, a gęstość zaludnienia wynosiła 15 osób/km² (wśród 1815 gmin Dolnej Normandii Écorches plasuje się na 738. miejscu pod względem liczby ludności, natomiast pod względem powierzchni na miejscu 515.).